# Godzilla: Monster of Monsters
Godzilla: Monster of Monsters è un videogioco d'azione sviluppato dalla Compile e pubblicato dalla Toho per NES nel 1988 in Giappone, nel 1989 in America del Nord e nel 1991 in Europa. Il giocatore può scegliere di utilizzare o Godzilla o Mothra. Nel 1992 è stato prodotto un sequel intitolato Godzilla 2: War of the Monsters.

## Mostri presenti nel gioco
- Godzilla
- Mothra
- Gezora
- Moguera
- Varan
- Hedorah
- Baragon
- Gigan
- Mechagodzilla
- King Ghidorah
- Matango
- Dogora